# 나폴리의 황금
나폴리의 황금(L'Oro Di Napoli, The Gold Of Naples)은 이탈리아에서 제작된 비토리오 데 시카 감독의 1954년 영화이다. 실바나 망가노 등이 주연으로 출연하였고 디노 드 로렌티스 등이 제작에 참여하였다.

## 출연

### 주연
- 실바나 망가노
- 소피아 로렌
- 에두아르도 데 필리포

### 조연
- 파올로 스토파
- 에르노 크리사
- 토토
- 리아넬라 카렐
- 지아코모 퓨리어
- 티나 피카
- 테클라 스카라노
- 비토리오 데 시카
- 마리오 파산트

## 제작진
- 미술: 개스톤 메딘